# غازانيا متغايرة الشعر
غازانيا متغايرة الشعر (الاسم العلمي:Gazania heterochaeta) هي نوع نباتي يتبع جنس الغازانيا من الفصيلة النجمية.  